# پاوو اورگولا
پاوو اورگولا (فنلاندی: Paavo Yrjölä؛ ۱۸ ژوئن ۱۹۰۲ – ۱۱ فوریهٔ ۱۹۸۰) ورزشکار دهگانه اهل فنلاند بود.
وی در مسابقات کشوری و بین‌المللی در مجموع برندهٔ ۱ مدال طلا شده‌است.